# Rybaki (powiat rycki)
Rybaki – wieś w Polsce położona w województwie lubelskim, w powiecie ryckim, w gminie Kłoczew.
| SIMC    | Nazwa    | Rodzaj    |
| ------- | -------- | --------- |
| 0674320 | Samotnia | część wsi |

W latach 1975–1998 miejscowość należała administracyjnie do województwa siedleckiego.
Wieś jest sołectwem w gminie Kłoczew. Według Narodowego Spisu Powszechnego z roku 2011 wieś liczyła 68 mieszkańców.
Wierni Kościoła rzymskokatolickiego należą do parafii Matki Bożej Nieustającej Pomocy w Woli Zadybskiej.

## Historia
Rybaki w wieku XIX stanowiły folwark nad rzeką Swarzyną w powiecie garwolińskim, gminie Kłoczew, parafii Żelechów. Folwark ten, oddzielony został od dóbr Wola Zadybska, w roku 1889 posiadał 5 domów i 7 mieszkańców. Osada znana także w początkach XIX wieku, w spisie ludności Królestwa Polskiego (Tabela miast, wsi, osad Królestwa Polskiego) z 1827 roku wyszczególniono tu 1 dom i 5 mieszkańców.